# Dicristatus minutus
Espèce
Dicristatus minutus est une espèce d'araignées aranéomorphes de la famille des Linyphiidae.

## Distribution
Cette espèce est endémique de Chongqing en Chine,. Elle se rencontre dans le xian de Wushan.

## Description
Le mâle holotype mesure 1,61 mm et la femelle paratype 1,82 mm.

## Systématique et taxinomie
Cette espèce a été décrite par Irfan, Wang et Zhang en 2023.

## Publication originale
- Irfan, Wang & Zhang, 2023 : « Survey of Linyphiidae spiders (Arachnida: Araneae) from Wulipo National Nature Reserve, Chongqing, China. » European Journal of Taxonomy, vol. 871, p. 1-85 (texte intégral).